# 川合正起
川合 正起（かわい まさき、8月1日 - ）は、日本の原画家である。男性。東京都在住。
elfの『〔él〕』でデビュー後、抜きゲーを中心に活動している。イーアンツ系列ブランドのゲームを数多く手がけており、日本テレネットのゲームを18禁化した『ヴァリスX』シリーズおよび『ARCUS X』シリーズを担当したほか、SandalDashブランドでボーイズラブゲームも手がけている。
妻は同じ原画家の川合佐保で共同で原画を手がける作品もある。

## 作品一覧

### テレビアニメ
2000年
- ゲートキーパーズ（第5話原画）

### アダルトゲーム
マリゴールド系列ブランド
- -もみじ-ワタシ…人形じゃありません…（ルネ）
- 罪悪感 「お願い…こんな姿見ないで」（ルネ）
- もみじ HappyStory（ルネ）
- -姫辱- プリンセスダブル狩り（ネル）
- 輪奸学園「やめてっ!…お母さん、見ないで!」（ルネ loves K）
- 地下鉄封鎖事件「なぜ僕たちはここにいる」（ルネ loves K）
- くのいち・咲夜「忍びし想いは恥辱に濡れて（ルネ）

カトレヤ
- 美熟母「いやらしい母さんでごめんね…」
- 妻の母さゆり
- 未亡人沙苗

イーアンツ
- 「ヴァリスX」シリーズ
  - ヴァリスX 優子・もうひとつの運命
  - ヴァリスX 麗子・傷だらけの戦士
  - ヴァリスX ヴァルナ・母と娘の苦悩
  - ヴァリスX チャム・新たなる戦友
  - ヴァリスX 目覚めよ!ヴァリスの戦士たち
- 「ARCUS X（アークスクロス）」シリーズ
  - ARCUS X 聖剣ノ継承者、忍び寄る淫夢
  - ARCUS X 聖剣戦争、淫獄の軌跡
  - ARCUS X 偽りノ隣人、淫行への招待状
  - ARCUS X シムサード、淫欲調教の宴
  - ARCUS X 神威降臨、ピクトへの想い…

ALSTER
- はじよめ "幼な妻おしおきアドベンチャー♪"
- PussyCat 〜牝猫たち〜

LiLiM生
- めじょく 〜復讐学園〜
- 辱妻 〜ご利用は計画的に〜
- 辱アナ

鬼畜野郎
- 必殺シゴキ人 〜学園高慢女斬り〜
- 必殺シゴキ人 〜神聖巨乳巫女斬り〜

極フェロ
- 人妻監禁日誌（2009年2月20日）
- 未亡人玩具 〜僕の叔母は肉欲奴隷〜（2009年5月15日）
- 妊娠研究所 〜副作用は淫乱化（2010年9月17日）
- 痴女 〜あんたも共犯よ（2010年12月31日）
- 臨月若奥様 〜高慢夫人の快楽診療〜（2011年4月22日）
- 薄幸の新妻 〜私…逃げられない…〜（2011年8月19日）

アメノムラクモ系
- 愛妻淫虐オークション 〜借金返済に充てられて…（2010年10月15日）（アメノムラクモ）
- あやまちの密愛 〜夫に言えない義父との淫交（2011年8月19日）（アパタイト）
- インモラル・情母・ハザード（2011年10月28日）（トルピード）
- 嫁の妹との淫愛 〜妻に隠れて交わる夫と義妹〜（2011年11月25日）（アパタイト）
- ママの屋外羞恥レッスン 〜視線が快楽に変る時…〜（2011年12月22日）（アパタイト）
- JK処女妹の淫欲調教 〜妹の妄想は、現実へと喘ぎだす…（2012年3月16日）（アパタイト）
- 新入社員 沙織 〜いいなりペット育成痴漢研修〜（2012年4月12日）（トルピード）
- 妻の母との背徳淫姦 〜お義母さん、女房とするより興奮するよ〜（2012年6月22日）（アパタイト）
- 泡に魅入られた人妻 〜お仕事と割り切っていたはずなのに（2012年9月28日）（モノグラム）
- 巨乳母 〜お母さんは誰にも渡さない〜（2013年3月22日）（モノグラム）
- 妻と息子にバレてはいけない背徳の媚熱 〜あやまちの密愛2〜（2013年6月28日）（アパタイト）
- 隣妻 〜昼下がりの背徳搾取〜（2013年6月28日）（スピンドル）
- 悦楽剤 〜人妻は媚薬で母乳を垂れ流す〜（2013年9月27日）（スピンドル）
- 近親母姦 〜今日もまた、お母さんがぼくを求めてくる〜（2014年3月28日）（スピンドル）
- 隣妻2 〜夫じゃできないこといっぱいシて〜（2014年8月29日）（スピンドル）
- お前のママをシェアしようぜ ～息子へのいじめっ子達に堕される美母～（2016年3月4日）（アパダッシュ）
- お前の旦那だって俺の妻を奪ったんだから、いいだろう? ～復讐のネトリ～（2016年7月1日）（アパダッシュ）
- 人妻店長の痴態勤務 ～夜勤バイトの愉しみ方～（2016年10月14日）（アパタイト）
- 祖母と僕 ～おばあちゃん、なにかでちゃうよぉ～（2017年3月10日）（アパタイト）
- 背徳の母娘丼 ～淫欲に沈むママといもうと～（2017年6月2日）（アパタイト）
- ボクの祖母 ～おばあちゃん、濡れてるよ?～（2017年9月1日）（アパタイト）
- 祖母の密穴 ～愛する孫に性の手ほどきを～（2018年1月12日）（アパタイト）
- 欲求不満なボクのママのSEXレッスン ～パパには言えない家庭内情事～（2018年3月2日）（アパタイト）
- ヴァージン・ママ ～息子のおねだりを拒みきれないコスプレ相姦～（2018年6月1日）（アパタイト）
- 妻の祖母は、まだまだ現役超美熟女 ～孫婿ちゃん、寂しい時にはいつでもいらっしゃい～（2018年10月5日）（アパタイト）
- P.S. あなたを心から愛しています。 ～最期まで気づけなかった妻の苦しみ～（2018年12月7日）（アパタイト）
- ばぁばとママとの超熟母娘丼 ～3世代での家庭内エッチ～（2019年2月8日）（アパタイト）
- 曾祖母のひ孫筆おろし ～ひぃばあちゃん、もっとしたいよ～（2019年6月14日）（アパタイト）
- ママの妹の童貞教育 ～ひきこもった僕は外出せずに中出しする～（2019年11月8日）（アパタイト）
- 孫の巨根の虜になりました ～家族旅行で、お婆ちゃんが筆おろし～（2020年2月14日）（アパタイト）
- 美魔女の誘惑 ～還暦美人ママの若さの秘密～（2020年7月10日）（アパタイト）
- 絶頂! 即イキ! 種付け寝取り旅館へようこそ! ～当館はお客様の妊娠を100%保証します～（2021年1月8日）（アパタイト）
- 熟女の爛れた性春 ～まだまだオンナを捨てたわけじゃないのよ?～（2021年3月19日）（アパダッシュ）
- おばあちゃん、ママはさせてくれたよ? ～息子みたいに奪わせないわ!～（2021年7月2日）（アパタイト）
- 兄嫁に種付け孕ませ ～義姉はオレの子種を拒めない～（2021年10月1日）（アパタイト）
- 背徳の隠れ母性愛 ～優しすぎるエッチなお姉さんはお母さん!?～（2022年4月1日）（アパタイト）
- 尻太郎 ～お尻が導く珍道中～（2023年10月13日）（アパタイト）
- 人妻の姉との禁じられた誘惑W不倫 ～ね、ねえさん、嫁より気持ちいい～（2024年3月1日）（アパタイト）
- 母と姉との秘密の家族関係 ～淫らな思いに溺れる快楽～（2025年1月17日）（アパタイト）

その他
- 〔él〕（elf）
- MORE&MORE(Berries)
- 緋の月（みるくそふと）※一部のみ。メイン原画担当はねこにゃん。
- 教祖様の野望 〜帝都コスプレ化計画〜(A-arms)
- 郭の華 〜夜に咲く君の想い描きし〜（ユメスタ）
- 鬼道封神記(Le.Chocolat)
- 大犯盛 〜痴態を曝け出した人妻たち〜(SYOKU)
- CALCITE（2011年10月28日）（Lucha Libre）
- 指師 イキまくる女たち（2013年6月28日）（DERUT!）
- 淫心操作（2013年9月27日）（DERUT!）
- インモラル・ラヴァーズ 〜嫁や義父には言えない家庭の情事〜（2013年11月29日）（アンモライト）
- ワタシノオモイ 〜愛情と淫艶と〜（2014年6月27日）（アンモライト）
- 催淫巨乳団恥妻 〜イケないのに…疼いちゃう…（2014年10月31日）（アンモライト）
- 隣人 ～隣の綺麗なお母さんは好きですか？～（2015年1月30日）（B-LUSTER）
- 借り妻 －今夜、兄嫁と寝ます－（2016年3月4日）（シルキーズSAKURA）
- 必殺シゴキ人 Trinity（2017年10月27日）（鬼畜野郎）
- 催眠逆襲 ～どうぞ私たちを好きにしてください～（2020年1月31日）（つるみく -Another-）

### 女性向けゲーム
SandalDash
ボーイズラブゲーム
- GUISARDシリーズ
  - GUISARD 〜僕らは想いを身に纏う〜
  - GUISARD・SHUFFLE 〜僕らは想いを解き放つ〜
  - GUISARDファンディスク 〜僕らの想いを詰め込んで〜
- 比翼は愛薊の彼方へ 〜未了の因〜
- 比翼は愛薊の彼方へ 〜久遠の想〜

その他
- Yo-Jin-Bo 〜運命のフロイデ〜（TWOFIVE）※キャラクターデザインのみ。全年齢対象の乙女ゲーム。